# Campionati mondiali di snowboard 2011
I Campionati del mondo di snowboard 2011 si sono svolti a La Molina e Barcellona, in Spagna, fra il 14 ed il 22 gennaio 2011.

## Risultati

### Uomini

#### Snowboardcross
| Medaglia | Nome         | Nazione     | Tempo di qualificazione |
| -------- | ------------ | ----------- | ----------------------- |
|          | Alex Pullin  | Australia   |                         |
|          | Seth Wescott | Stati Uniti |                         |
|          | Nate Holland | Stati Uniti |                         |

#### Gigante parallelo
| Medaglia | Nome               | Nazione  | Tempo |
| -------- | ------------------ | -------- | ----- |
|          | Benjamin Karl      | Austria  |       |
|          | Rok Marguč         | Slovenia |       |
|          | Roland Fischnaller | Italia   |       |

#### Slalom parallelo
| Medaglia | Nome          | Nazione  | Tempo |
| -------- | ------------- | -------- | ----- |
|          | Benjamin Karl | Austria  |       |
|          | Simon Schoch  | Svizzera |       |
|          | Rok Marguč    | Slovenia |       |

#### Halfpipe
| Medaglia | Nome              | Nazione   | Punteggio |
| -------- | ----------------- | --------- | --------- |
|          | Nathan Johnstone  | Australia |           |
|          | Jurij Podladčikov | Svizzera  |           |
|          | Markus Malin      | Finlandia |           |

#### Big Air
| Medaglia | Nome              | Nazione     | Punteggio |
| -------- | ----------------- | ----------- | --------- |
|          | Petja Piiroinen   | Finlandia   |           |
|          | Seppe Smits       | Belgio      |           |
|          | Rocco van Straten | Paesi Bassi |           |

#### Slopestyle
| Medaglia | Nome            | Nazione   | Score |
| -------- | --------------- | --------- | ----- |
|          | Seppe Smits     | Belgio    |       |
|          | Niklas Mattsson | Svezia    |       |
|          | Ville Paumola   | Finlandia |       |

### Donne

#### Snowboardcross
| Medaglia | Nome                | Nazione     | Tempo di qualificazione |
| -------- | ------------------- | ----------- | ----------------------- |
|          | Lindsey Jacobellis  | Stati Uniti |                         |
|          | Nelly Moenne-Loccoz | Francia     |                         |
|          | Dominique Maltais   | Canada      |                         |

#### Gigante parallelo
| Medaglia | Nome            | Nazione | Tempo |
| -------- | --------------- | ------- | ----- |
|          | Alëna Zavarzina | Russia  |       |
|          | Claudia Riegler | Austria |       |
|          | Doris Günther   | Austria |       |

#### Slalom parallelo
| Medaglia | Nome                 | Nazione     | Tempo |
| -------- | -------------------- | ----------- | ----- |
|          | Hilde-Katrine Engeli | Norvegia    |       |
|          | Nicolien Sauerbreij  | Paesi Bassi |       |
|          | Claudia Riegler      | Austria     |       |

#### Halfpipe
| Medaglia | Nome           | Nazione   | Punteggio |
| -------- | -------------- | --------- | --------- |
|          | Holly Crawford | Australia |           |
|          | Ursina Haller  | Svizzera  |           |
|          | Jiayu Liu      | Cina      |           |

#### Slopestyle
| Medaglia | Nome             | Nazione       | Punteggio |
| -------- | ---------------- | ------------- | --------- |
|          | Enni Rukajärvi   | Finlandia     |           |
|          | Šárka Pančochová | Rep. Ceca     |           |
|          | Shelly Gotlieb   | Nuova Zelanda |           |